# C/1652 Y1
C/1652 Y1  je neperiodični komet, ki ga je opazoval že nizozemski kolonialni uradnik in ustanovitelj Cape Towna Jan van Riebeck (1619 – 1677). Najprej so ga opazili nizozemski opazovalci v zvezni državi Pernambuco v Braziliji .
Verjetno Riebeck ni pravi odkritelj tega kometa, vendar je o njem poročal in ga zaradi tega navajajo kot odkritelja. Bil pa je to prvi komet, ki so ga odkrili v Južni Afriki.

## Značilnosti
Komet je imel parabolično tirnico . 
Viden je bil s prostim očesom.
V juniju 2008 je bil okoli 280 a.e. oddaljen od Sonca. Njegova tirnica je zelo slabo določena.